# Manuel de Ávila Bettencourt
Manuel de Ávila Bettencourt (Toledo (Velas), ilha de São Jorge, Açores, Portugal, 24 de Dezembro de 1827 – Toledo (Velas), ilha de São Jorge, Açores, Portugal, 28 de Julho de 1908) foi produtor Agrícola em terras próprias e militar do exército português.

## Biografia
Prestou serviço no exército português Regimento de Guarnição nº 1, aquartelado na Fortaleza de São João Baptista, no Monte Brasil, junto à cidade de Angra do Heroísmo.
Foi um detentor de terras nas fajãs da costa Norte da ilha de São Jorge, nomeadamente na fajã de Vasco Martins, Fajã Rasa, Fajã da Ponta Furada, onde produzia vinho de várias castas, particularmente da casta conhecida regionalmente, como “Vinho de cheiro”, que era vendido principalmente na vila das Velas. 
Nessas mesmas fajãs, em sítios específicos do ponto de vista de adaptação Ambiental, autênticos biótopos únicos das fajãs,  a que era chamado “fontes de inhames” produzia inhames de grande qualidade que eram vendidos em diferentes locais da ilha com predominância para a vila das Velas.
Foi a primeira pessoa na localidade do Toledo (Velas) a ser sepultada fora da Ermida de São José (Toledo) logo a seguir a proibição régia nesse sentido. 
Foi assim também a primeira pessoa a ser sepultada no cemitério do Toledo (Velas), que foi oferecido à localidade pelo Dr. José Pereira da Cunha da Silveira e Sousa.

## Relações Familiares
Foi filho de António José de Bettencourt (Rosais, Velas, ilha de São Jorge – Toledo (Velas), ilha de São Jorge, 26 de Dezembro de 1849) e D. Maria de Jesus Bettencourt (Rosais, Velas, ilha de São Jorge 9 de Maio de 1800 – Toledo (Velas), ilha de São Jorge, 24 de Setembro de 1871).
Casou por duas vezes, a primeira em 4 de Maio de 1854 no Toledo (velas) Velas, ilha de São Jorge, com D. Maria Josefa de Bettencourt, (3 de Novembro de 1828 – Toledo (velas) Velas, ilha de São Jorge 24 de Fevereiro de 1871, de quem teve 6 filhos. O segundo casamento foi em 10 de Junho de 1878 com D. Rosa Emília do Coração de Jesus de quem teve 2 filhos.
1 - Maria Josefa de Bettencourt (8 de Maio de 1854 – 24 de Junho de 1872) casou com Manuel Sanches. 
2 – Manuel (1 de Novembro de 1861 - ?).
3 – Teresa (22 de Janeiro de 1865 – 6 de Julho de 1873).
4 -  José Inácio de Bettencourt (10 de Janeiro de 1868 - Estados Unidos) casou com Maria dos Anjos de Bettencourt em 18 de Novembro de 1886.
5 – Ana (Toledo (Velas), Santo Amaro, Velas, São Jorge – 28 de Setembro de 1872).
6 – Isabel (Toledo (Velas), Santo Amaro, Velas, São Jorge - Estados Unidos).
7 - José de Ávila Bettencourt Júnior (30 de Junho de 1881 – 16 de Maio de 1965) casou por duas vezes, a primeira com D. Maria Bernarda; e a segunda com D. Mariana de Oliveira Bettencourt em 8 de Novembro de 1911. 
8 - Maria (30 de Outubro de 1878 - ?).